# Mezzane di Sotto
Mezzane di Sotto és un comune (municipi) de la província de Verona, a la regió italiana del Vèneto, situat a uns 90 quilòmetres a l'oest de Venècia i a uns 13 quilòmetres al nord-est de Verona.
A 1 de gener de 2020 la seva població era de 2.530 habitants.
Mezzane di Sotto limita amb els següents municipis: Illasi, Lavagno, San Martino Buon Albergo, Tregnago i Verona.